# 虹彩陶器

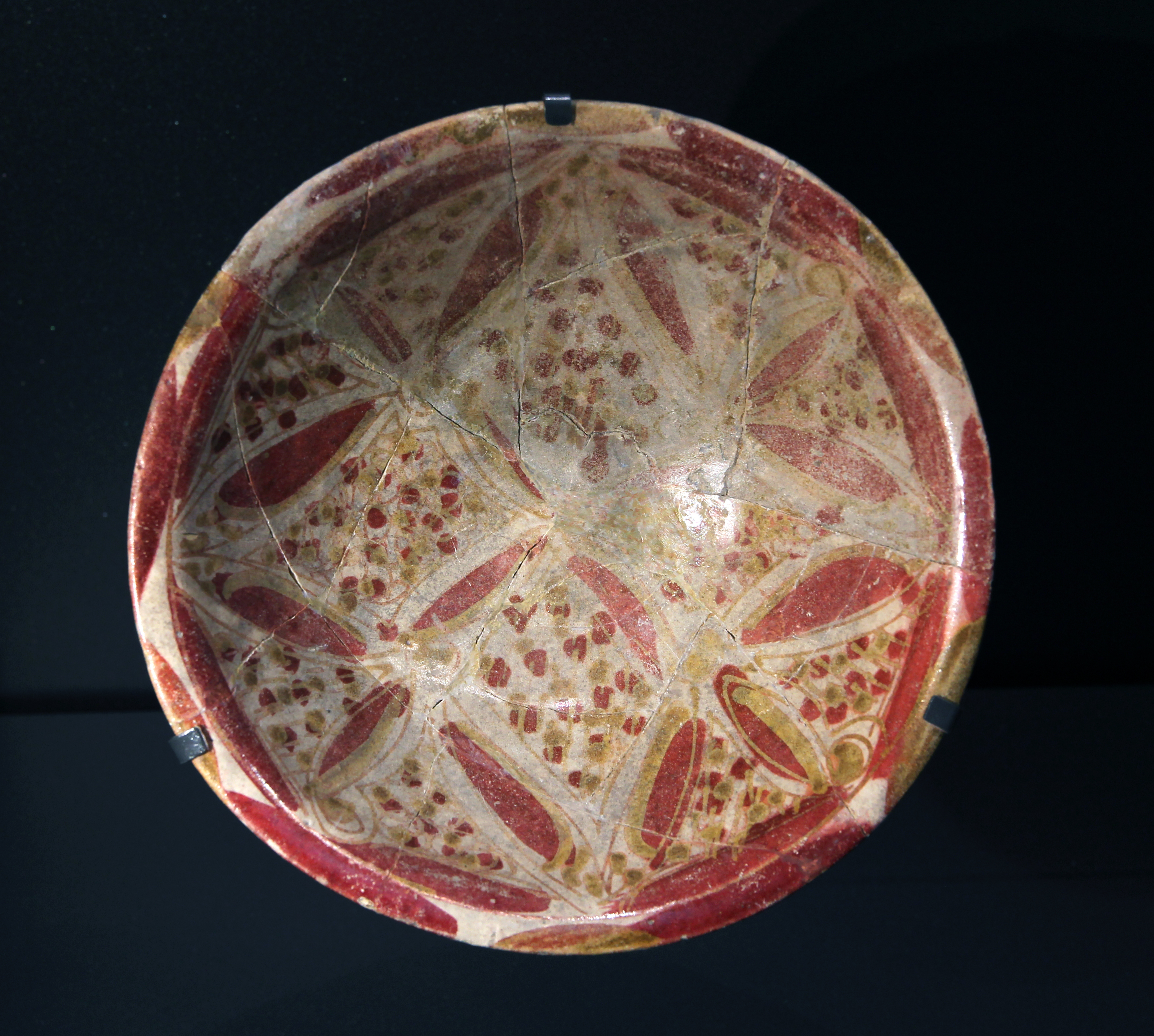
9世纪中叶，来自伊拉克的碗，使用了虹彩技术，藏于大英博物馆

虹彩陶器（英語：Lustreware）是一种在古代伊斯兰地区烧造的一种釉陶，因虹彩效应而呈现金属光泽，起源于9世纪的美索不达米亚。